# 芸能事務所
芸能事務所（げいのうじむしょ）は、芸能人の活動支援を業務とする企業で、タレント事務所（タレントじむしょ）、芸能プロダクション（げいのうプロダクション）とも称される。

## 日本における芸能事務所
活動様態は多様である。契約する芸能人のエージェンシー業務、契約する芸能人のマネジメント業務、芸能プロダクションの本来の意味である制作プロダクション業務がある。
事務所によっては文化人など芸能分野以外のマネジメントも行っている。

### 関係法規
- 関連法規は広範で、契約の条件や手法は多様である。
- 芸能人、俳優、タレント、歌手、声優らは、芸能プロダクション「所属」の表現がみられるが事務所と契約した個人事業主で、労働基準法などの労働者に該当しない。
- 契約対象者が未成年の場合は児童福祉法に規制される。
- モデル部門は芸能人部門を併設する企業を含み、有料職業紹介事業所である。

### 芸能事務所と芸能人の間の契約
- 芸能人が個別の事業者だと請負契約で「雇用契約」ではなく、「業務提携契約」だとして、契約書は日本音楽事業者協会の統一契約書をほとんどの芸能事務所が使用している。しかし、芸能人が契約を解除する際、事前に書面で承諾を求めることが規定され、事務所には、一定期間契約を延長できる権利が認められており、著作権などの権利関係も所属事務所側に帰属する事例がほとんどである。このため、芸能人に一方的に不公正だと問題になっている[1]。
- 2016年11月、厚生労働省が、日本音楽事業者協会などの業界団体に「芸能人も労働者として扱い、雇用契約と見なすこともあり得る」内容の通知を出したが業界団体は抵抗している。厚生労働省では、「事務所の事業や売り上げのために所属している人を指揮命令して使うのは、労働者だと認定される事例が相当多いのではないか。形式ではなく実態として判断していく。」としている[1][2]。
- 2018年2月15日、公正取引委員会がフリーランスの働き方についての調査報告「人材と競争政策に関する検討会」報告書で、「契約満了時に芸能人が契約更新を拒否する場合でも、芸能事務所のみの判断により、契約を一度更新できることが契約上規定されており、また、芸能事務所の判断で当該規定が実施される場合がある。」と明記され、再契約を迫る圧力をかける行為が私的独占の禁止及び公正取引の確保に関する法律（独占禁止法）に抵触する可能性を示唆した[3]。
- 2019年8月27日、公正取引委員会は、芸能の契約や取引について独占禁止法で問題となり得る具体例を下記のように例示し、今後、芸能事務所などに周知を図り、業界団体の自主的な改善を支援するとした。

「芸能事務所の移籍・独立」に関しては、以下の1. - 3. については「優越的地位の濫用」、4. については「取引妨害」などに該当する恐れがあるとした。
1. 所属事務所との契約終了後に一定期間は芸能活動ができない義務を課す。
2. 移籍した場合に活動を妨げると示唆する。
3. 芸能人側が拒絶しても事務所が一方的に契約を更新する。
4. 過去の所属事務所が、移籍先やテレビ局などに移籍・独立した芸能人を使わないように圧力を掛ける。

待遇面に関しては、下記については独占禁止法に抵触する可能性があるとした。
1. 芸能人と十分に協議しないまま一方的に著しく報酬を低く設定する。
2. 芸能人の肖像権や知的財産権などを事務所が譲り受けたのに、見合った対価を支払わない。

- 2019年7月17日、SMAPの元メンバーの稲垣吾郎、草彅剛、香取慎吾の独立した3人にジャニーズ事務所から、民放テレビ局などに、3人を出演させないよう圧力をかけた疑いがあり、公正取引委員会は独占禁止法違反の恐れがあると、7月17日までにジャニーズ事務所を注意した。ジャニーズ事務所から独立後、出演していた民放テレビ局のレギュラー番組が次々に打ち切りとなり、2019年7月で、民放の番組への出演はなくなっていた。公正取引委員会は関係者から事情聴取して調査していた[5]。

### 預かり所属と正所属
事務所との所属契約区分に関する用語。養成所などを経てオーディションにより事務所に入所した場合、まずマネジメント対象となり、「預かり所属」「ジュニア」「ユース」などと呼ばれる仮所属の状態になる。これらは事務所によって、単に別称である場合と、預かり所属を経てジュニアやユースに昇格する場合がある。一定期間経過後、事務所側の判断などにより、「準所属」を経て「正所属」「本所属」「専属」などと呼ばれる正式所属の状態になるが、「準所属」を経ない場合や区別があいまいな事務所もある。正式所属になるまでの期間は、所属料やレッスン料が発生する場合もある。
仮所属と正式所属では契約期間が異なり、報酬額、仕事数などの待遇も異なるが、いずれも個人事業主が事務所と業務提携契約をしているという雇用形態をとる場合が多い。

### 業界団体
- 日本音楽事業者協会
- 日本音楽制作者連盟
- 日本芸能マネージメント事業者協会

| サブスタブ | この項目は、まだ閲覧者の調べものの参照としては役立たない、書きかけの項目です。この項目を加筆・訂正などしてくださる協力者を求めています。このテンプレートは分野別のサブスタブテンプレートやスタブテンプレート（Wikipedia:分野別のスタブテンプレート参照）に変更することが望まれています。 |